# Habenaria kassneriana
Habenaria kassneriana är en orkidéart som beskrevs av Friedrich Fritz Wilhelm Ludwig Kraenzlin. Habenaria kassneriana ingår i släktet Habenaria och familjen orkidéer. Inga underarter finns listade i Catalogue of Life.